# Formenos
En el universo imaginario de J. R. R. Tolkien y en la novela El Silmarillion, Formenos es una fortaleza construida sobre una colina en la parte más septentrional de Eldamar. De ahí que su nombre quenya pueda traducirse como «fortaleza septentrional».
Fue edificada por el príncipe noldo Fëanor cuando marchó al exilio desde Tirion, tras su enfrentamiento con sus medio hermanos Fingolfin y Finarfin. Allí se instaló con su padre, Finwë, y sus siete hijos y se dedicó a seguir construyendo grandes obras de orfebrería. También fue allí donde guardó los Silmarils en una gran cámara subterránea.
Tras la destrucción de los Árboles de Valinor, Morgoth se presentó ante las puertas de Formenos y mató a Finwë, el gran rey de los Noldor, y luego irrumpió en la cámara del tesoro y robó los Silmarils, hecho que llevó a Fëanor a abandonar la ciudad para perseguir al maligno vala.